# 福雷斯特公路
福雷斯特公路（英語：Forrest Highway）是一条位于澳大利亚西澳大利亚州的皮尔区和西南区的高速公路，全长95.67（59.45英里）。将珀斯的奎纳纳高速公路从曼都拉向东延伸到班伯里。老海岸路是曼都拉至班伯利的原始路线，其历史可以追溯到19世纪40年代。老海岸路一部分，以及环绕澳大利恩和伊顿的绕行道路都被弗雷斯特高速公路所包含。高速公路始于拉维斯伍德的奎纳纳高速公路的南端，继续沿皮尔湾（Peel Inlet）到达克利夫顿湖（Lake Clifton），向南延伸，直至在本伯里的埃鲁普回旋处结束。在莫里郡，沃奥那和哈维郡，有许多平交路口的小路，包括格陵兰路和老班伯利路，它们都连接到平贾拉附近的西南高速公路。